# Rdza źdźbłowa zbóż i traw

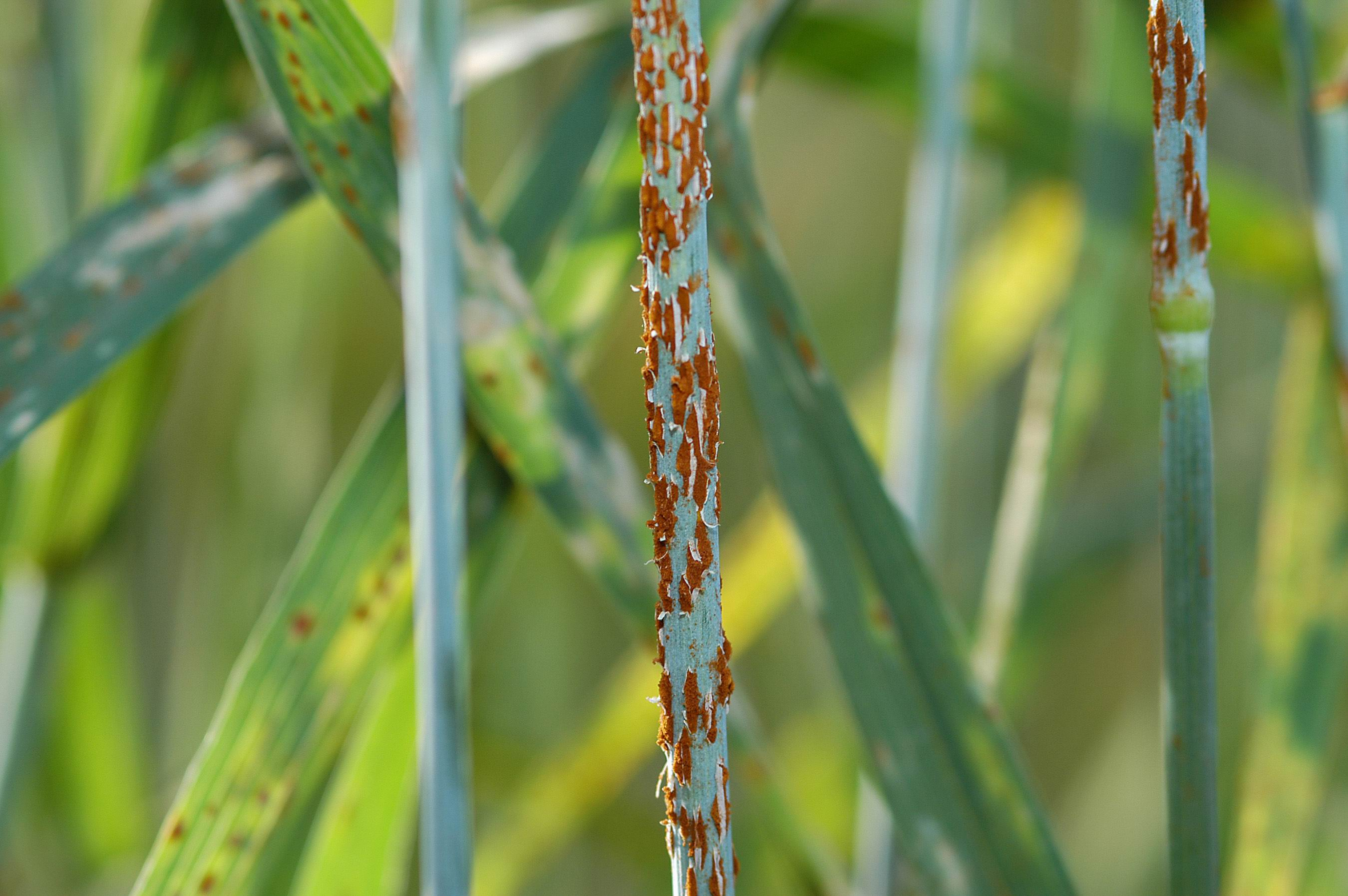
Objawy na źdźble pszenicy

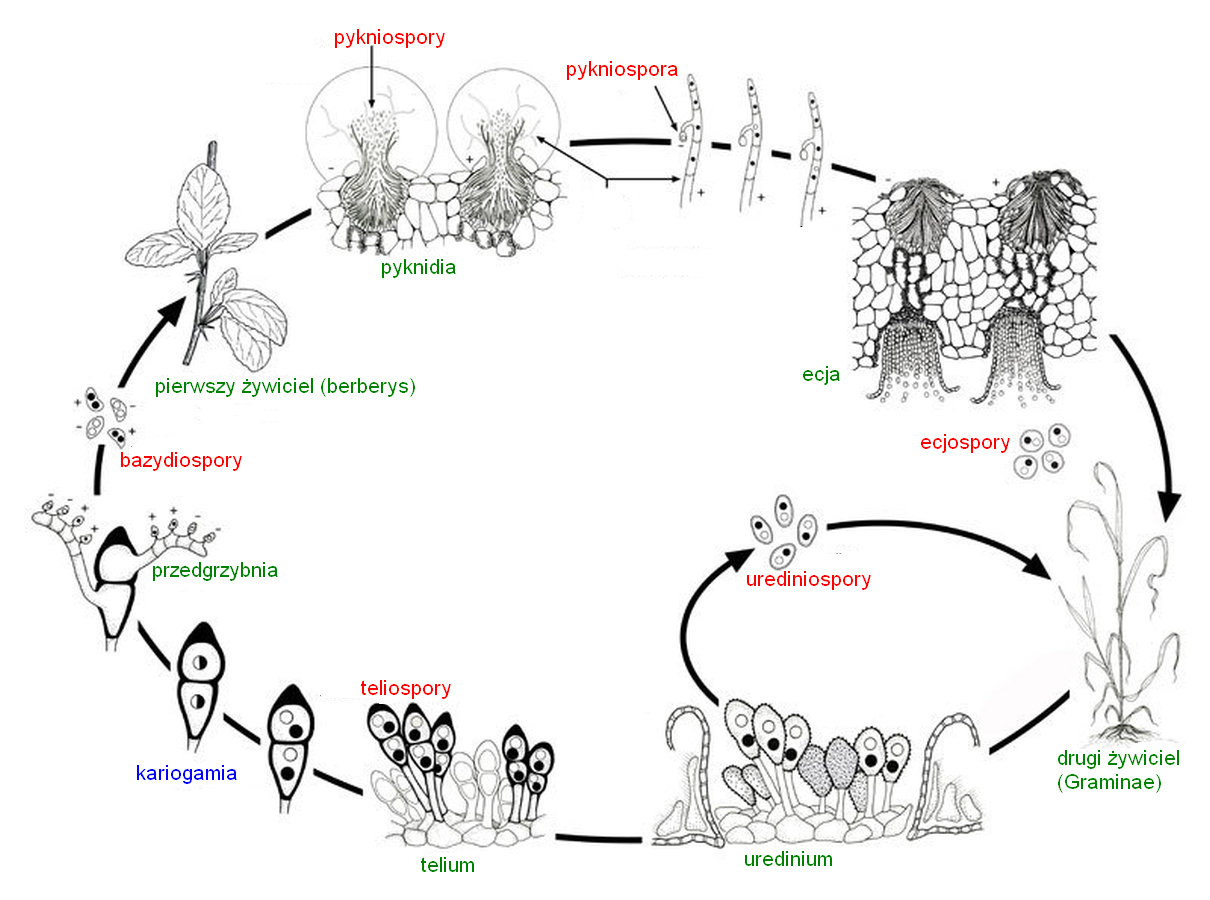
Cykl rozwojowy rdzy zbożowej

Rdza źdźbłowa zbóż i traw – grzybowa choroba zbóż i wielu innych roślin wywołana przez rdzę zbożową (Puccinia graminis). Zaliczana jest do grupy chorób zwanych rdzami.

## Występowanie i szkodliwość
Choroba jest rozprzestrzeniona na całym świecie. Pojawiają się o niej notki już w najstarszych źródłach o uprawie pszenicy. Występuje na wszystkich gatunkach zbóż, a ponadto na około 350 innych gatunkach traw. Dawniej wyrządzała w rolnictwie większe szkody, niż obecnie. Obecnie udało się znacznie ograniczyć jej szkodliwość, jedynie w południowej i wschodniej Afryce oraz w Azji notuje się jej nasilenie, na innych kontynentach występuje już tylko lokalnie. 
W Polsce choroba pojawia się rzadko, chociaż czasami notowano duże jej nasilenie. Nie może jednak być lekceważona, gdyż w sprzyjających warunkach może powodować straty sięgające 50% plonu, a w przypadku odmian szczególnie podatnych nawet 100%. Oprócz zmniejszenia plonu powoduje pogorszenie jakości ziarna i otrzymywanej z niego mąki.

## Objawy
Oznaki etiologiczne pojawiają się głównie na źdźbłach, i do tego nawiązuje nazwa choroby. Choroba objawia się jako rdzawobrunatne, podłużne i pylące plamki. Są to uredinia, w których powstają urediniospory. Tworzą się głównie na źdźbłach, ale czasami także na pochwach liściowych, liściach i kłosach. W Polsce zazwyczaj pojawiają się w drugiej połowie czerwca i w lipcu. Uredinia mają długość 3-10 mm i powstają pod skórką rośliny. Dojrzewając powodują rozrywanie skórki, która obumiera i staje się srebrzysta. W późniejszym terminie plamki stają się ciemniejsze – obok urediów, w tych samych miejscach zaczynają bowiem powstawać czarne telia wytwarzające zarodniki przetrwalnikowe – teliospory. Czasami górna część plamki jest jeszcze rdzawa, gdyż zawiera urediniospory, a dolna już czarna od teliospor. Z czasem powstają już tylko telia.

## Epidemiologia
Rdza zbożowa jest pasożytem dwudomowym, znaczy to, że jej rozwój odbywa się na dwóch różnych żywicielach. Jest też pasożytem obligatoryjnym, czyli może rozwijać się tylko na żywych organizmach i rdzą pełnocyklową – wytwarza wszystkie typowe dla rdzy rodzaje zarodników. 
Zimują teliospory na resztkach pożniwnych w ziemi. Są one dość odporne na mróz, tracą jednak zdolność kiełkowania przy wysokich temperaturach. Wiosną wyrastają z nich podstawki wytwarzające bazydiospory. Przenoszone przez wiatr infekują różne gatunki berberysu, rzadziej mahonii. Na ich liściach wiosną tworzą się niewielkie pomarańczowoczerwone plamy z ciemnym środkiem. W tym ciemnym środku powstają spermogonia wytwarzające spermacja. Na dolnej stronie liści powstają plamy zawierające kubeczkowate ecja wytwarzające ecjospory. Przenoszone są przez wiatr na duże odległości i to one dokonują infekcji pierwotnej zbóż.  Oprócz tego zboża mogą być zakażane także przez urediniospory powstające na zakażonych już zbożach. Jest to infekcja wtórna. W Europie Południowej infekcje wtórne mają duże znaczenie. Również w Polsce przy sprzyjającej chorobie pogodzie (tzn. temperaturze około 20° C i dużej wilgotności) choroba może przybrać postać epidemii właśnie w wyniku infekcji wtórnych. Takie sytuacje miały miejsce np. w roku 1932 i 1972. 
Wyrastające z bazydiospor strzępki wnikają do tkanek rośliny przez kutykulę i skórkę, strzępki wyrastające z ecjospor i urediniospor tylko przez aparaty szparkowe.
Pojedyncze uredinium produkuje zarodniki przez około 2 tygodnie. Optymalna temperatura do ich kiełkowania wynosi 15-25° C. Kiełkowanie może odbywać się tylko przy udziale wody, stąd też zakażenie zbóż następuje w okresach wilgotnej, deszczowej pogody. Rozwojowi grzybni powstającej z urediniospor najbardziej natomiast sprzyja temperatura około 30° C. W sprzyjających chorobie warunkach już w 10-14 dni od infekcji wytwarzane są urediniospory. Mogą być przenoszone przez wiatr na odległość nawet kilkuset kilometrów bez utraty zdolności kiełkowania. To tłumaczy wielkie epidemie tej choroby, jakie miały miejsce w Polsce i innych krajach Europy. Działo się to przy sprzyjającej pogodzie, gdy południowy wiatr przynosił urediniospory z południa Europy. Na południu Europy urediniospory powstają wcześniej, niż w Polsce, co wydłuża okres wegetacyjny tej choroby u nas i nasila jej epidemiczne występowanie.

## Ochrona
Ważną rolę odgrywają zabiegi agrotechniczne – dokładnie wykonana podorywka i orka przedzimowa, które usuwają z powierzchni ziemi resztki pożniwne z teliosporami. Prawidłowe nawożenie, zwłaszcza nawozami fosforowymi i potasowymi wzmacnia odporność zbóż na chorobę. Należy usuwać krzewy berberysu w odległości do 300 m od plantacji zbóż. W rejonach, w których choroba potencjalnie jest groźna, wskazana jest uprawa odmian o krótszej wegetacji i ochrona chemiczna. W ochronie chemicznej najbardziej skuteczne są fungicydy z grupy triazoli i strobiluryn.